# Cortispongilla barroisi
Cortispongilla barroisi är en svampdjursart som först beskrevs av Topsent 1892.  Cortispongilla barroisi ingår i släktet Cortispongilla och familjen Malawispongiidae. Inga underarter finns listade i Catalogue of Life.